# Gast Waltzing
 (avril 2021).
Si vous disposez d'ouvrages ou d'articles de référence ou si vous connaissez des sites web de qualité traitant du thème abordé ici, merci de compléter l'article en donnant les références utiles à sa vérifiabilité et en les liant à la section « Notes et références ».
 (avril 2021).
La mise en forme du texte ne suit pas les recommandations de Wikipédia : il faut le « wikifier ».
Les points d'amélioration suivants sont les cas les plus fréquents :
- Les titres sont pré-formatés par le logiciel. Ils ne sont ni en capitales, ni en gras.
- Le texte ne doit pas être écrit en capitales (les noms de famille non plus), ni en gras, ni en italique, ni en « petit »…
- Le gras n'est utilisé que pour surligner le titre de l'article dans l'introduction, une seule fois.
- L'italique est rarement utilisé : mots en langue étrangère, titres d'œuvres, noms de bateaux, etc.
- Les citations ne sont pas en italique mais en corps de texte normal. Elles sont entourées par des guillemets français : « et ».
- Les listes à puces sont à éviter, des paragraphes rédigés étant largement préférés. Les tableaux sont à réserver à la présentation de données structurées (résultats, etc.).
- Les appels de note de bas de page (petits chiffres en exposant, introduits par l'outil «  Source ») sont à placer entre la fin de phrase et le point final[comme ça].
- Les liens internes (vers d'autres articles de Wikipédia) sont à choisir avec parcimonie. Créez des liens vers des articles approfondissant le sujet. Les termes génériques sans rapport avec le sujet sont à éviter, ainsi que les répétitions de liens vers un même terme.
- Les liens externes sont à placer uniquement dans une section « Liens externes », à la fin de l'article. Ces liens sont à choisir avec parcimonie suivant les règles définies. Si un lien sert de source à l'article, son insertion dans le texte est à faire par les notes de bas de page.
- La présentation des références doit suivre les conventions bibliographiques. Il est recommandé d'utiliser les modèles {{Ouvrage}}, {{Chapitre}}, {{Article}}, {{Lien web}} et/ou {{Bibliographie}}. Le mode d'édition visuel peut mettre en forme automatiquement les références.
- Insérer une infobox (cadre d'informations à droite) n'est pas obligatoire pour parachever la mise en page.

Pour une aide détaillée, merci de consulter Aide:Wikification.
Si vous pensez que ces points ont été résolus, vous pouvez retirer ce bandeau et améliorer la mise en forme d'un autre article.

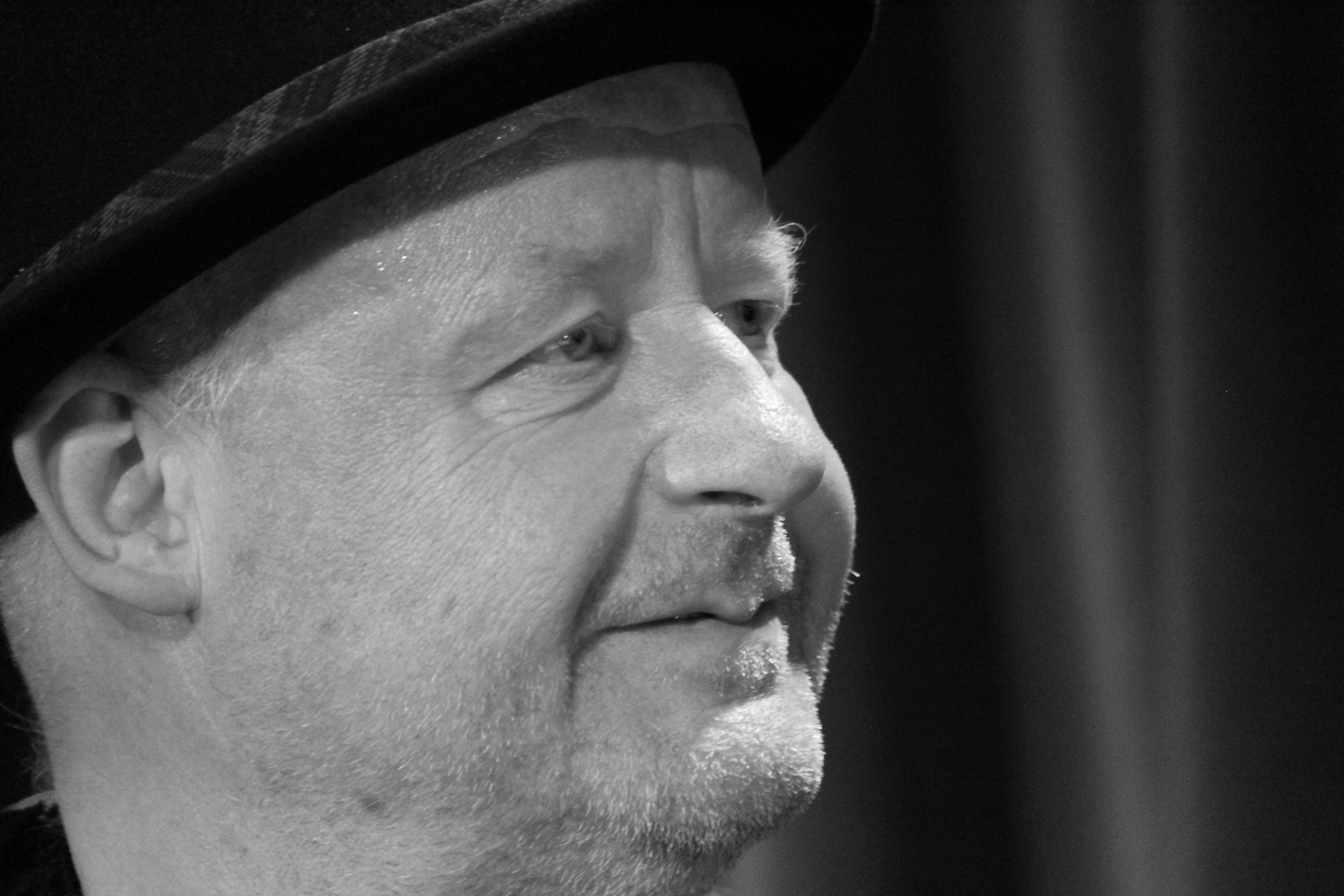
Gast Waltzing en 2014

Gaston « Gast » Waltzing (né en 1956) est un trompettiste et compositeur luxembourgeois. Il a créé plusieurs groupes de jazz dont Largo et le Luxembourg National Jazz Orchestra et a composé de la musique pour des films et des programmes de télévision ainsi que des opéras combinant la musique classique avec le jazz et le rock.

## Biographie
Gast Waltzing est né à Luxembourg-Ville le 13 août 1956, Waltzing a commencé ses études de musique au Conservatoire de Luxembourg alors qu'il n'avait que 7 ans. Il a poursuivi sa formation classique au Conservatoire Royal de Bruxelles, terminant ses études au Conservatoire de Paris.
En 1982, il devient professeur de trompette au Conservatoire de Luxembourg et en 1986, il fonde le département Jazz de l'école qu'il dirige. Il a enregistré de nombreux albums couvrant le classique, le jazz et la danse, avec des groupes tels que "Atmosphere", "Life's Circle" "Largo", qu'il a tous créés lui-même. En tant que compositeur, il a enregistré de la musique pour le film luxembourgeois A Wop Bop A Lop Bop (1989), ainsi que pour la télévision. Le téléfilm The Way to Dusty Death lui a permis de composer sa première musique de film orchestrale. Depuis, il a continué à écrire pour orchestre et a travaillé en étroite collaboration avec l'Orchestre Philharmonique du Luxembourg pour lequel il a dirigé les programmes "Pops At The Phil" avec des chanteurs tels que Dionne Warwick, Maurane et James Morrison. Au total, il a écrit plus de 150 partitions pour la télévision et les films.
En 2004, il a fondé WPR Records qui se propose de promouvoir les jeunes musiciens et a présenté l'Orchestre National de Jazz du Luxembourg. En 2008, Waltzing a été nommé directeur de jazz au Festival international de musique d'Echternach.

## Récompenses
- 1989 : Nomination pour le meilleur compositeur, European Film Awards (EFA) pour A Wopbobaloobop a Lopbamboom
- 1997 : Deutscher Filmpreis (Musique)
- 2005 : Prix du cinéma luxembourgeois pour "George and the Dragon"
- 2016 : (avec Angélique Kidjo et l'Orchestre philharmonique du Luxembourg): Grammy Award du meilleur album de musique du monde (Sings; 2015)

## Bandes originales

### Cinéma

#### Longs métrages
- 1989 : A Wopbopaloobop A Lopbamboom de Andy Bausch
- 1993 : Three Shake-a-leg Steps to Heaven de Andy Bausch
- 1994 : Rotwang muß weg! de Hans-Christoph Blumenberg
- 1996 : Au prochain baiser, je tire! (Beim nächsten Kuß knall ich ihn nieder) de Hans-Christoph Blumenberg
- 1997 : Back in Trouble de Andy Bausch
- 1998 : The First 9 ½ Weeks de Alex Wright
- 1999 : www.crime.com (en) (New World Disorder) de Richard Spence (en)
- 2001 : Stratégiquement vôtre (The Enemy) de Tom Kinninmont
- 2001 : The Point Men de John Glen
- 2001 : Diggity: A Home at Last de Tom Reeve
- 2003 : Les immortels (Os Imortais) de António-Pedro Vasconcelos
- 2004 : Georges et le Dragon (George and the Dragon ou Dragon Sword) de Tom Reeve
- 2008 : JCVD de Mabrouk El Mechri
- 2008 : Les dents de la nuit de Stephen Cafiero et Vincent Lobelle
- 2009 : Humains de Jacques-Olivier Molon et Pierre-Olivier Thevenin
- 2009 : House of Boys de Jean-Claude Schlim
- 2010 : Dernier étage, gauche, gauche de Angelo Cianci
- 2010 : The Runway de Ian Power
- 2011 : Oh My God! (Hysteria) de Tanya Wexler
- 2011 : De force de Frank Henry
- 2012 : La Clinique de l'amour de Artus de Penguern et Gábor Rassov
- 2013 : Adieu Paris de Franziska Buch
- 2013 : Les Âmes de papier de Vincent Lannoo
- 2014 : Belle comme la femme d'un autre de Catherine Castel
- 2015 : Sunset Song de Terence Davies
- 2018 : Toy Gun de Marco Serafini
- 2019 : Never Grow Old de Ivan Kavanagh

#### Courts métrages
- 1999 : Une nuit de cafard de Jacques Donjean
- 2007 : Psyclist de Michel Tereba

### Séries télévisées
- Ex und hopp – Ein böses Spiel um Liebe, Geld und Bier [de] (1991) by Andy Bausch
- Die Männer vom K3 - Tanz auf dem Seil (1993) by Andy Bausch
- Die Männer vom K3 - Keine Chance zu gewinnen (1994) by Andy Bausch
- The Way to Dusty Death (1995) by Geoffrey Reeve
- Zwei Brüder - Nervenkrieg (1997) by Hans-Christoph Blumenberg
- Küstenwache (1997-) by Marco Serafini
- Der Schnapper: Blumen für den Mörder (1998) by Vadim Glowna
- Polizeiruf 110 - Discokiller (1998) by Marco Serafini
- Polizeiruf 110 - Kurschatten (2001) by Marco Serafini
- Polizeiruf 110 - Doktorspiele (2003) by Marco Serafini
- Utta Danella - Eine Liebe in Venedig (2005) by Marco Serafini
- Polizeiruf 110 - Die Tote aus der Saale (2005) by Marco Serafini
- Le Mystère du lac (2015), série télévisée franco-belge de Jérôme Cornuau